# Puchar Challenge w piłce siatkowej mężczyzn (2022/2023)/1/32 finału
Artykuł stanowi zestawienie wyników 1/32 finału Pucharu Challenge w piłce siatkowej mężczyzn w sezonie 2022/2023. 1/32 finału stanowiła pierwszą rundę rozgrywek. Uczestniczyło w niej 28 drużyn z 19 federacji. Zespoły podzielone zostały na dwa koszyki, a pary meczowe wyłoniło losowanie.
Zwycięzcy w parach awansowali do 1/16 finału i dołączyli do 16 zespołów, które rywalizację w Pucharze Challenge rozpoczynały od drugiej rundy.
Mecze 1/32 finału odbyły się w dniach 11-20 października 2022 roku.

## Drużyny uczestniczące
W 1/32 finału Pucharu Challenge uczestniczyło 28 drużyn. W pierwotnym założeniu w tej rundzie rozgrywek mieli brać udział również zdobywcy Pucharów BVA i WEVZA. Warunkiem było, aby w obu tych turniejach uczestniczyły zespoły z co najmniej czterech państw. W Pucharze BVA brały udział kluby z trzech państw, natomiast Puchar WEVZA w ogóle się nie odbył.
| Rk                                            | Federacja   | Drużyna 1                           | Drużyna 2                        | Drużyna 3                    |
| --------------------------------------------- | ----------- | ----------------------------------- | -------------------------------- | ---------------------------- |
| 6                                             | Portugalia  | AJ Fonte Bastardo (L3)              |                                  |                              |
| 9                                             | Szwajcaria  | Volley Näfels (L5)                  |                                  |                              |
| 10                                            | Bułgaria    | Deja sport Burgas (L4)              |                                  |                              |
| 11                                            | Finlandia   | Kokkolan Tiikerit (L5)              |                                  |                              |
| 12                                            | Austria     | VCA Amstetten Niederösterreich (L4) | UVC McDonalds Ried/Innkreis (L5) |                              |
| 15                                            | Estonia     | Pärnu VK (L2)                       |                                  |                              |
| 17                                            | Grecja      | Panathinaikos AO (L1)               | PAOK (L4)                        | AONS Milon (L5)              |
| 19                                            | Ukraina     | Epicentr-Podolany Horodok (L1)      |                                  |                              |
| 20                                            | Chorwacja   | OK Kitro Varaždin (L4)              |                                  |                              |
| 21                                            | Hiszpania   | CV Guaguas Las Palmas (L3)          |                                  |                              |
| 24                                            | Norwegia    | TIF Viking Bergen (L2)              |                                  |                              |
| 26                                            | Słowenia    | Merkur Maribor (L3)                 | Panvita Pomgrad (L4)             |                              |
| 28                                            | Cypr        | Omonia Nikozja (L1)                 |                                  |                              |
| 29                                            | Izrael      | Maccabi Yaadim Tel Awiw (L1)        | Hapoel Matte Aszer (L2)          | Hapoel Jo’aw Kefar Sawa (L3) |
| 30                                            | Albania     | Tirana (L1)                         |                                  |                              |
| 32                                            | Kosowo      | KV Luboteni (L2)                    |                                  |                              |
| 35                                            | Słowacja    | Rieker UJS Komárno (L1)             | VK Mirad UNIPO Prešov (L2)       | TJ Spartak Myjava (L3)       |
| 37                                            | Luksemburg  | VC Stroossen (L1)                   | Volley Bartreng (L2)             |                              |
| =39                                           | Azerbejdżan | Murov Baku (L1)                     |                                  |                              |
| Legenda: Ln – n miejsce w mistrzostwach kraju |             |                                     |                                  |                              |

### Podział miejsc w koszykach
Drużyny podzielone zostały na dwa koszyki. W pierwszym koszyku znalazły się dwa wolne losy, drużyny zgłoszone ponad limit miejsc przysługujących poszczególnym federacjom zgodnie z rankingiem oraz zdobywcy Pucharów BVA i WEVZA. Do drugiego koszyka trafiły drugie zespoły z federacji, którym zgodnie z rankingiem przysługiwało prawo zgłoszenia dwóch drużyn oraz pierwsze zespoły z federacji zajmujących w rankingu miejsca od 24. w dół. Do drużyn z drugiego koszyka, które zostały rozstawione bez losowania, dolosowywane były zespoły z pierwszego koszyka. Drużyny nierozstawione były gospodarzami pierwszego meczu w parze.
Losowanie drabinki turniejowej Pucharu Challenge odbyło się 28 czerwca 2022 roku w Broadcasting Center Europe w Luksemburgu.
| Drużyny nierozstawione      | Drużyny rozstawione            |
| --------------------------- | ------------------------------ |
| UVC McDonalds Ried/Innkreis | AJ Fonte Bastardo              |
| PAOK                        | Volley Näfels                  |
| AONS Milon                  | Deja sport Burgas              |
| Epicentr-Podolany Horodok   | Kokkolan Tiikerit              |
| OK Kitro Varaždin           | VCA Amstetten Niederösterreich |
| CV Guaguas Las Palmas       | Pärnu VK                       |
| Panvita Pomgrad             | Panathinaikos AO               |
| Maccabi Yaadim Tel Awiw     | TIF Viking Bergen              |
| Hapoel Jo’aw Kefar Sawa     | Merkur Maribor                 |
| Rieker UJS Komárno          | Omonia Nikozja                 |
| TJ Spartak Myjava           | Hapoel Matte Aszer             |
| Volley Bartreng             | Tirana                         |
| zdobywca Pucharu BVA        | KV Luboteni                    |
| zdobywca Pucharu WEVZA      | VK Mirad UNIPO Prešov          |
| wolny los                   | VC Stroossen                   |
| wolny los                   | Murov Baku                     |

## Tabela wyników
| Drużyna 1                   | Punkty | Drużyna 2                      | Mecz 1 | Mecz 2 | Złoty set |
| --------------------------- | ------ | ------------------------------ | ------ | ------ | --------- |
| Maccabi Yaadim Tel Awiw     | 6 – 0  | KV Luboteni                    | 3:0    | 3:0    |           |
| PAOK                        | 6 – 0  | Biogas Volley Näfels           | 3:1    | 3:1    |           |
| UVC McDonalds Ried/Innkreis | 0 – 6  | Omonia Nikozja                 | 1:3    | 0:3    |           |
| Hapoel Jo’aw Kefar Sawa     | 4 – 2  | VCA Amstetten Niederösterreich | 3:1    | 2:3    |           |
| VK Mirad UNIPO Prešov       | —      | wolny los                      |        |        |           |
| AJ Fonte Bastardo           | —      | zdobywca Pucharu WEVZA         |        |        |           |
| Epicentr-Podolany Horodok   | 5 – 1  | Merkur Maribor                 | 3:0    | 3:2    |           |
| Pärnu VK                    | —      | wolny los                      |        |        |           |
| Rieker UJS Komárno          | 6 – 0  | Tirana                         | 3:1    | 3:1    |           |
| CV Guaguas Las Palmas       | 3 – 3  | Deja sport Burgas              | 3:1    | 1:3    | 13:15     |
| AONS Milon                  | 1 – 5  | Hapoel Matte Aszer             | 2:3    | 1:3    |           |
| Panvita Pomgrad             | 2 – 4  | Kokkolan Tiikerit              | 3:2    | 1:3    |           |
| Volley Bartreng             | 0 – 6  | VC Stroossen                   | 1:3    | 1:3    |           |
| OK Kitro Varaždin           | 0 – 6  | Murov Baku                     | 0:3    | 1:3    |           |
| TIF Viking Bergen           | —      | zdobywca Pucharu BVA           |        |        |           |
| TJ Spartak Myjava           | 0 – 6  | Panathinaikos AO               | 1:3    | 1:3    |           |

## Wyniki spotkań
|  | Maccabi Yaadim Tel Awiw | 6 – 0 | KV Luboteni |  |

| 11.10.2022 20:00 (UTC+3) | Maccabi Yaadim Tel Awiw | 3:0 (25:5, 25:9, 25:9) raport | KV Luboteni | Narodowe Centrum Sportu, Tel Awiw Widzów: 160 Sędziowie: Ismaïl Yıldırım i Ordanče Ambarkow |

| 12.10.2022 20:00 (UTC+3) | Maccabi Yaadim Tel Awiw Gianluca Grasso 9 pkt | 3:0 (25:2, 25:14, 25:11) raport | KV Luboteni Taulant Qosa 6 pkt | Narodowe Centrum Sportu, Tel Awiw Widzów: 80 Sędziowie: Ordanče Ambarkow i Yener Seçkin |

|  | PAOK | 6 – 0 | Volley Näfels |  |

| 12.10.2022 19:00 (UTC+3) | PAOK Bram Van den Dries 19 pkt | 3:1 (20:25, 25:20, 25:15, 25:13) raport | Volley Näfels Nico Beeler 10 pkt | Hala sportowa PAOK, Saloniki Widzów: 250 Sędziowie: Nikola Micevski i Svetlana Zotović |

| 19.10.2022 19:00 (UTC+2) | Volley Näfels Antti Ropponen 11 pkt | 1:3 (16:25, 15:25, 25:23, 18:25) raport | PAOK Bram Van den Dries 20 pkt | Linth-Arena SGU, Näfels Widzów: 400 Sędziowie: Paul Herbots i Ehsan Rejaeyan |

|  | UVC McDonalds Ried/Innkreis | 0 – 6 | Omonia Nikozja |  |

| 12.10.2022 19:30 (UTC+2) | UVC McDonalds Ried/Innkreis Tomasz Rutecki 16 pkt | 1:3 (19:25, 26:24, 22:25, 14:25) raport | Omonia Nikozja Nikolas Elefteriu 23 pkt | Raiffeisen Volleydome, Ried im Innkreis Widzów: 130 Sędziowie: Jennifer Hesse i Antonella Verrascina |

| 13.10.2022 19:30 (UTC+2) | UVC McDonalds Ried/Innkreis Tomasz Rutecki 12 pkt | 0:3 (18:25, 30:32, 20:25) raport | Omonia Nikozja Bruno Santos 19 pkt | Raiffeisen Volleydome, Ried im Innkreis Widzów: 120 Sędziowie: Antonella Verrascina i Mirza Bašić |

|  | Hapoel Jo’aw Kefar Sawa | 4 – 2 | VCA Amstetten Niederösterreich |  |

| 11.10.2022 19:00 (UTC+3) | Hapoel Jo’aw Kefar Sawa | 3:1 (21:25, 25:20, 25:21, 25:18) raport | VCA Amstetten Niederösterreich | Hala sportowa im. Arika Einsteina, Kefar Sawa Widzów: 200 Sędziowie: Magnus Hagström i Çevril Ebru Kaya |

| 12.10.2022 19:00 (UTC+3) | Hapoel Jo’aw Kefar Sawa Andriej Wasilenko 14 pkt | 2:3 (29:27, 25:22, 19:25, 20:25, 7:15) raport | VCA Amstetten Niederösterreich Franz Hüther 17 pkt Matthew Pallot 17 pkt | Hala sportowa im. Arika Einsteina, Kefar Sawa Widzów: 250 Sędziowie: Çevril Ebru Kaya i Mirjana Galić |

|  | VK Mirad UNIPO Prešov | — | wolny los |  |

|  | AJ Fonte Bastardo | [ a ] | zdobywca Pucharu WEVZA |  |

|  | Epicentr-Podolany Horodok | 5 – 1 | Merkur Maribor |  |

| 12.10.2022 18:00 (UTC+2) | Epicentr-Podolany Horodok Jewhenij Kisiluk 16 pkt | 3:0 (25:12, 25:16, 25:18) raport | Merkur Maribor Connor McConnell 9 pkt | Centrum sportu, Błonie Widzów: 157 Sędziowie: Peter Höger i Szymon Pindral |

| 19.10.2022 19:00 (UTC+2) | Merkur Maribor Rok Bračko 19 pkt | 2:3 (29:27, 25:21, 13:25, 14:25, 8:15) raport | Epicentr-Podolany Horodok Ivan Raič 23 pkt | Športna dvorana Lukna v Ljudskem vrtu, Maribor Widzów: 200 Sędziowie: Mark-Jan Wijnstra i Marco Sgro |

|  | Pärnu VK | — | wolny los |  |

|  | Rieker UJS Komárno | 6 – 0 | Tirana |  |

| 12.10.2022 19:00 (UTC+2) | Rieker UJS Komárno Łukasz Szarek 27 pkt | 3:1 (25:21, 25:12, 20:25, 25:18) raport | Tirana Gonzalo Lapera 10 pkt Ledion Martiro 10 pkt | Mestská športová hala, Komárno Widzów: 400 Sędziowie: Micheil Guniawa i Miklós Horváth |

| 19.10.2022 19:00 (UTC+2) | Tirana Gonzalo Lapera 20 pkt Ledion Martiro 20 pkt | 1:3 (25:18, 16:25, 19:25, 21:25) raport | Rieker UJS Komárno Łukasz Szarek 23 pkt | Parku Olimpik Feti Borova, Tirana Widzów: 180 Sędziowie: Tuncay Kandemir i Adnan Kološ |

|  | CV Guaguas Las Palmas | 3 – 3 | Deja sport Burgas |  |

| 12.10.2022 18:00 (UTC+1) | CV Guaguas Las Palmas Matthew Knigge 20 pkt | 3:1 (23:25, 30:28, 25:23, 25:13) raport | Deja sport Burgas Nikołaj Uczikow 19 pkt | Centro Insular de Deportes, Las Palmas Widzów: 670 Sędziowie: Mahmoud Alburdeini i Thien Khuc |

| 20.10.2022 19:00 (UTC+3) | Deja sport Burgas Walentin Bratoew 22 pkt | 3:1 (23:25, 25:22, 25:18, 25:22) raport | CV Guaguas Las Palmas Brandon Rattray 19 pkt | Hala sportowa "Mładost", Burgas Widzów: 2000 Sędziowie: Josip Christow i Florin Dragomir |

|  | Deja sport Burgas | złoty set: 15:13 | CV Guaguas Las Palmas |  |

|  | AONS Milon | 1 – 5 | Hapoel Matte Aszer |  |

| 12.10.2022 20:00 (UTC+3) | AONS Milon Bojan Jordanow 20 pkt | 2:3 (25:17, 18:25, 25:16, 14:25, 8:15) raport | Hapoel Matte Aszer Jewgienij Bannow 17 pkt | Hala sportowa Milonos «Krisos Persis», Nea Smirni Widzów: 900 Sędziowie: Wojciech Głód i Đorđe Zelenović |

| 20.10.2022 19:00 (UTC+3) | Hapoel Matte Aszer Jewgienij Bannow 18 pkt Michaił Ustinow 18 pkt | 3:1 (25:13, 25:16, 23:25, 25:16) raport | AONS Milon Pedro Molina 12 pkt | Hala sportowa Na'aman, Kefar Masaryk Widzów: 900 Sędziowie: Hatice Ozmen Yıldız i Marek Lagierski |

|  | Panvita Pomgrad | 2 – 4 | Kokkolan Tiikerit |  |

| 12.10.2022 19:00 (UTC+2) | Panvita Pomgrad Jakob Rojnik 19 pkt | 3:2 (19:25, 20:25, 25:22, 26:24, 18:16) raport | Kokkolan Tiikerit Daniel Thiessen 20 pkt | Športna dvorana OŠ I, Murska Sobota Widzów: 550 Sędziowie: Slaviša Kuzmanović i Alessandro Cerra |

| 20.10.2022 18:30 (UTC+3) | Kokkolan Tiikerit Antti Leppälä 14 pkt ‪Jere Mäkinen 14 pkt | 3:1 (25:16, 20:25, 25:17, 25:21) raport | Panvita Pomgrad Jakob Rojnik 18 pkt | Hollihaan liikuntahalli, Kokkola Widzów: 650 Sędziowie: Erko Varblane i Audrius Gargasas |

|  | Volley Bartreng | 0 – 6 | VC Stroossen |  |

| 12.10.2022 19:00 (UTC+2) | Volley Bartreng Jaromír Koláčný 23 pkt | 1:3 (22:25, 18:25, 25:14, 17:25) raport | VC Stroossen Sina Arab 17 pkt | Centre sportif Niki Bettendorf, Bertrange Widzów: 400 Sędziowie: Daniel Apanowicz i Carole Hepp |

| 19.10.2022 19:30 (UTC+2) | VC Stroossen Boris Milošević 15 pkt | 3:1 (25:23, 13:25, 25:21, 25:20) raport | Volley Bartreng Jaromír Koláčný 23 pkt | Hall omnisports, Strassen Widzów: 430 Sędziowie: Markus Zyber i Carole Hepp |

|  | OK Kitro Varaždin | 0 – 6 | Murov Baku |  |

| 19.10.2022 18:00 (UTC+5) | Murov Baku Władisław Kunczenko 18 pkt | 3:0 (25:19, 25:18, 25:20) raport | OK Kitro Varaždin Ante Mišura 12 pkt | Dərnəgül Voleybol Mərkəzində, Baku Widzów: 500 Sędziowie: Darius Dumitru Meșca i Sergej Rodin |

| 20.10.2022 18:00 (UTC+5) | Murov Baku Władisław Kunczenko 21 pkt | 3:1 (23:25, 25:18, 25:20, 25:17) raport | OK Kitro Varaždin Karlo Jakovac 14 pkt | Dərnəgül Voleybol Mərkəzində, Baku Widzów: 400 Sędziowie: Deniz Demir i Darius Dumitru Meșca |

|  | TIF Viking Bergen | [ c ] | zdobywca Pucharu BVA |  |

|  | TJ Spartak Myjava | 0 – 6 | Panathinaikos AO |  |

| 11.10.2022 19:00 (UTC+2) | TJ Spartak Myjava Tobiáš Viskup 16 pkt | 1:3 (16:25, 11:25, 25:21, 14:25) raport | Panathinaikos AO Fernando Hernández 17 pkt Jiří Kovář 17 pkt | Mestská športová hala, Myjava Widzów: 1000 Sędziowie: Koray Yılmazgil i Mirco Till |

| 19.10.2022 18:30 (UTC+2) | Panathinaikos AO Fernando Hernández 20 pkt | 3:1 (25:16, 25:17, 26:28, 25:23) raport | TJ Spartak Myjava Tobiáš Viskup 15 pkt | Olimpijska Hala Sportowa, Ateny Widzów: 1950 Sędziowie: Robin Schoenmakers i Aleksandra Balandžić |